# Calais centrafricanus
Calais centrafricanus là một loài bọ cánh cứng trong họ Elateridae. Loài này được Girard miêu tả khoa học năm 2004.